# Barrio Balboa (Panamá Oeste)
Barrio Balboa es un corregimiento del distrito de La Chorrera en la provincia de Panamá Oeste, República de Panamá. La localidad tiene 26 165 habitantes (2023).
El corregimiento fue creado el 14 de noviembre de 1909 con el nombre de Occidente, formado entonces por las calles El Peligro, La Real, La Extra Real, El Comercio, Paraíso, El Agua, Canal y las calles nuevas de los Guayabitos y Barriales. En 1927 el alcalde Baldomero González con su secretario Saturnino Ortega, mediante el acuerdo Nº 10 del 2 de junio de ese año le asigna el nombre de Balboa; si bien el acuerdo no explica a quien se debe el nuevo nombre, es de suponer que ellos tomaron el nombre de Vasco Núñez de Balboa. El corregimiento limita al norte con el corregimiento de Herrera (río Caimito), al sur con los corregimientos de Playa Leona y Puerto Caimito, al este con el corregimiento de Barrio Colón y al oeste con los corregimientos de Guadalupe y El Coco.

## Representantes
- Tomás Velásquez (2004-2009) (2009-2014).
- Eliécer Montenegro (2014-2019) (2019-2024).
- Horacio “Lachito Barber” Candelaria (2024-2029)